# John Mackarness
John Fielder Mackarness (3 décembre 1820 - 16 septembre 1889) est un évêque de l'Église d'Angleterre.

## Biographie
Il naît à Islington (alors dans le comté de Middlesex, aujourd'hui dans le Grand Londres ) le 8 décembre 1820, fils aîné de John Mackarness, marchand des Indes occidentales (décédé le 2 janvier 1870), et de Catherine, fille de George Smith Coxhead, médecin. Son jeune frère George est évêque d'Argyll et des îles de 1874 à 1883.
Il fait ses études au Collège d'Eton et Merton College, Oxford. Après son inscription, il est élu Fellow de l'Exeter College d'Oxford. Mackarness est ordonné le dimanche 18 mai 1845. Il est vicaire de St Bartholomew Tardebigge (1845–1855); Recteur de Honiton (1855–1870) et enfin évêque d'Oxford (1870–1889). À Eton, il est capitaine du club de football, il rame dans le bateau Merton et est président de l'Oxford Union.
Du 11 août 1846 à 1855, il occupe le presbytère de Tardebigge dans le Worcestershire et, de 1854 à 1868, il est chanoine honoraire de la Cathédrale de Worcester. Sur la nomination de William Courtenay, 11e comte de Devon, il est nommé au presbytère de Honiton, Devonshire, en 1855, et à ce titre est responsable de la gestion du lycée de Honiton. Cet avancement, il le conserve jusqu'à sa nomination au banc épiscopal, occupant à partir de 1858 une stalle prébendale dans la cathédrale d'Exeter, et à partir de 1867 le presbytère attenant de Monkton.
En 1866, il est élu surveillant en convocation pour ce diocèse, mais perd son siège en 1869 en refusant de s'opposer à la dissolution de l'église irlandaise. Sur la recommandation de William Ewart Gladstone, il est nommé au siège d'Oxford, sacré évêque le 25 janvier 1870 et investi chancelier de l'Ordre de la Jarretière le 5 février 1870. Il remplit les fonctions de ce siège jusqu'en 1888, date à laquelle une santé défaillante l'oblige à prendre sa retraite, sa démission prenant effet le 17 novembre 1888.
Il meurt à Angus House, Eastbourne, Sussex, le 16 septembre 1889, et est inhumé le 21 septembre à Sandhurst Churchyard, Berkshire. Il était devenu docteur en théologie (DD).

## Carrière
En tant qu'évêque, Mackarness est intrépide et indépendant, sans aucune trace d'affectation, et le sermon qu'Ince (un professeur) prêche à la cathédrale Christ Church d'Oxford, le 22 septembre 1889, puis publie, témoigne publiquement de l'estime que le clergé de son diocèse a pour lui.
Lorsqu'on tente de le contraindre à engager des poursuites contre le recteur de Clewer, il plaide l'affaire en personne devant les juges de la division du banc de la reine. Le jugement se fait en sa défaveur, mais il gagne en appel, et cette décision est confirmée par la Chambre des lords. Libéral en politique, il vote chez les lords contre la guerre en Afghanistan et le Public Worship Regulation Act, alors qu'il soutient le projet de loi permettant aux dissidents d'être enterrés dans les cimetières avec les services de leurs propres ministres, et la mesure de suppression des tests religieux dans les universités.
En cédant aux commissaires ecclésiastiques la gestion des domaines de l'évêché d'Oxford, Mackarness, avec une honnêteté singulière, leur verse la somme de 1 729 £, soit le montant estimé qu'il en a reçu en excédent de son revenu statutaire au cours des neuf années précédentes.

## Vie privée
Il épousa le 7 août 1849 à Ottery Saint Mary, Devon,  Alethea Buchanan Coleridge, fille de Sir John Taylor Coleridge. Elle nait en 1826 à Londres et meurt le 30 mars 1909. Elle est la fille de John Taylor Coleridge et Mary Buchanan. Ensemble, ils ont huit enfants; dont l'un est Frederick Michael Coleridge Mackarness, éminent avocat puis juge qui a également été député libéral de la circonscription de Newbury entre 1906 et 1910. Un autre fils, Charles, remporte la FA Cup avec l'Université d'Oxford en 1874, avant de poursuivre une longue carrière dans l'église, devenant archidiacre de l'East Riding de 1898 à 1916.

## Œuvres
Mackarness est l'auteur de nombreux sermons et accusations, et jusqu'à son élévation au siège d'Oxford, il contribue régulièrement au « Guardian ». Ses principales publications sont :
- 'Quelques mots aux Country Parsons sur l'élection de l'Université d'Oxford. Par l'un d'eux", 1847.
- 'Un plaidoyer pour la 'tolérance, en réponse au cri de non-papisme', 1850.
- 'May or Must', une lettre à Alfred Pott, archidiacre de Berkshire, 1879. Avec Richard Seymour, il a édité en 1862 un volume intitulé 'Eighte Years of a Clerical Meeting, being the Minutes of the Alcester Clerical Association, 1842–60,' et un sermon de lui sur la mort de Lord Lyttelton, dont il fut pendant un certain temps aumônier honoraire, parut dans "Brief Memorials of Lord Lyttelton", 1876[3].